# Ray Danton
Raymond „Ray” Danton (ur. 19 września 1931 w Nowym Jorku, zm. 11 lutego 1992 w Los Angeles) – amerykański aktor radiowy, teatralny i filmowy, reżyser i producent.

## Życiorys

### Pochodzenie
Urodził się w Nowym Jorku jako syn Myrtle (z domu Menkin) i Jacka Caplanów. Jego rodzina była pochodzenia żydowskiego, był potomkiem Gaona z Wilna.

### Kariera
W 1943, w wieku 12 lat wszedł do show-biznesu jako dziecięcy aktor radiowy w audycji NBC Let's Pretend. Zagrał także wiele ról teatralnych, kiedy uczęszczał do University of Pittsburgh i Carnegie Technical School. W latach 1951–1954 służył w piechocie United States Army w czasie wojny koreańskiej. W 1950 udał się do Londynu, aby pojawić się w produkcji Tyrone’a Powera Mister Roberts w London Coliseum.
Brał udział w serialach, m.in.: Playhouse 90 (1957) czy Studio One (1958). W latach 50. wyjechał do Hollywood, by pracować dla Universal Studios. Rola Davida Tredmana w biograficznym dramacie muzycznym Jutro będę płakać (I'll Cry Tomorrow, 1955) przyniosła mu Złoty Glob. Zagrał postać Sandokana w filmach: Sandokan kontra lampart (Sandokan contro il leopardo di Sarawak, 1964) i Zemsta Sandokana (Sandokan alla riscossa, 1964). W 1988 zdobył nagrodę CableACE za reżyserię serialu HBO Opowieści wojenne z Wietnamu (Vietnam War Story) z udziałem Wesleya Snipesa, Merritta Butricka, Toma Fridleya i Tate’a Donovana. Był także reżyserem odcinków seriali, m.in. Cagney i Lacey (1982–1987), Mike Hammer (1984–1989), Dynastia (1988), Magnum (1987–1988) i Dallas (1984).

### Życie prywatne
20 lutego 1955 ożenił się z aktorką Julie Adams, z którą miał dwóch synów: Steve’a (ur. 1956) i Mitchella (ur. 1962); rozwiódł się 13 kwietnia 1978. Spotykał się z aktorką Jeannie Austin.
Zmarł 11 lutego 1992 w Cedars-Sinai Medical Center w Los Angeles w wyniku choroby nerek w wieku 60 lat.

## Filmografia

### Filmy fabularne
- 1955: Wódz Szalony Koń (Chief Crazy Horse) jako Mały Wielki Człowiek
- 1955: Poszukiwacze złota (The Spoilers) jako Blackie
- 1955: Jutro będę płakać (I'll Cry Tomorrow) jako David Tredman
- 1960: Pałac z lodu (Ice Palace) jako Bay Husack
- 1961: Większość jednego (A Majority of One) jako Jerome Black
- 1961: Historia George’a Rafta (The George Raft Story) jako George Raft
- 1962: Najdłuższy dzień (The Longest Day) jako kapitan Frank
- 1962: Raport Chapmana (The Chapman Report) jako Fred Linden
- 1964: Sandokan kontra lampart (Sandokan contro il leopardo di Sarawak) jako Sandokan
- 1964: Zemsta Sandokana (Sandokan alla riscossa) jako Sandokan
- 1967: Operacja Król Midas (Lucky, el intrépido) jako Lucky
- 1972: Ścieżki przeznaczenia (The Ballad of Billie Blue)

### Seriale TV
- 1970: Hawaii Five-O jako Jimmy
- 1972: Hawaii Five-O jako Akamai
- 1973: Ulice San Francisco jako Royce
- 1974: Hawaii Five-O jako Colby
- 1975: Prywatny detektyw Jim Rockford (The Rockford Files) jako Chester Sierra
- 1977: Barnaby Jones jako Nick DeMarco